# Keys to the World
Keys to the World – trzeci album solowy Richarda Ashcrofta (byłego wokalisty The Verve) wydany 23 stycznia 2006 przez wytwórnię Parlophone. Album został nagrany we współpracy z London Metropolitan Orchestra. Pierwszym singlem pochodzącym z albumu był "Break the Night with Colour", kolejnym - "Music Is Power".

## Lista utworów
- Wszystkie utwory autorstwa Richarda Ashcrofta, chyba że zaznaczono inaczej.

1. "Why Not Nothing?" - 4:09
2. "Music Is Power" (Ashcroft, Curtis Mayfield) - 3:58
3. "Break the Night With Colour" - 3:56
4. "Words Just Get in the Way" - 4:53
5. "Keys to the World" - 4:42
6. "Sweet Brother Malcolm" - 4:51
7. "Cry Til the Morning" - 5:04
8. "Why Do Lovers?" - 4:45
9. "Simple Song" - 4:05
10. "World Keeps Turning" - 3:55
W wersji japońskiej na płycie znalazł się utwór "75 Degrees" - 4:48

### Bonus DVD
Wydano także specjalną wersję z dyskiem DVD zawierającym:
1. "Keys to the World" (wywiad z Ashcroftem)
2. "Break the Night With Colour" (video live)
3. "Why Not Nothing?" (video live)
4. "Words Just Get In the Way" (video live)
5. "Break the Night With Colour" (video live)

## Single
- "Break the Night With Colour", 9 stycznia 2006, #3 na UK Singles Chart.
- "Music Is Power", wydany 17 kwietnia 2006.